# Tasiocera (Dasymolophilus) batyle
Tasiocera (Dasymolophilus) batyle is een tweevleugelige uit de familie steltmuggen (Limoniidae). De soort komt voor in het Afrotropisch gebied.